# Miroslav Sýkora
Miroslav Sýkora, né le 15 juin 1954, est un coureur cycliste tchécoslovaque dont la carrière, dans la catégorie "amateurs"  commence en 1973 et s'achève à la fin des années 1980.
Il a participé à sept Tours de l'Avenir, record en la matière.
Membre de l'équipe nationale de Tchécoslovaquie, il court dans les compétitions disputées dans son pays, avec le maillot du Dukla de Brno.

## Palmarès
| - 1973 - 7e étape du Tour de Slovaquie - Course de Ceska Lipa - 1974 - 3e du championnat de Tchécoslovaquie du contre-la-montre par équipes - 1975 - Brno-Třebíč-Brno : - Classement général - 1re étape - 3e du Grand Prix Guillaume Tell - 5e du Tour de Bohême - 1977 - Tour de Slovaquie : - Classement général - 5e et 7e étapes - 3e de Košice-Tatry-Košice - 5e du Grand Prix Guillaume Tell - 1978 - 4ea étape du Grand Prix Guillaume Tell - 1980 - 10e étape du Tour de Slovaquie - 5e du Tour de Slovaquie - 1981 - Brno-Velká Bíteš-Brno - Tour de Bohême : - Classement général - 2e étape - 2e du championnat de Tchécoslovaquie - 1982 - Champion de Tchécoslovaquie du contre-la-montre par équipes - Course de la victoire : - Classement général - 1re étape - Tour de Bohême : - Classement général - 4e étape - 7e du Tour de l'Avenir | - 1983 - 2e étape du Tour du Vaucluse - Tour de Bohême : - Classement général - 3e étape - 3e étape du Tour de Slovaquie - 2e et 4e étapes du Tour de l'Yonne - 2e du Tour de l'Yonne - 3e du Tour de Slovaquie - 2e du championnat de Tchécoslovaquie - 2e de la Course de l'Amitié, à Dubnicka - 9e du championnat du monde sur route amateurs - 1984 - Tour de Slovaquie : - Classement général - 7e étape - 2e étape de la Course "Druzba" à Hradec Kralove - 3e de l'Étoile des Espoirs - 1985 - Tour de Bohême : - Classement général - 3e étape - 2e du championnat de Tchécoslovaquie - 1986 - 1re étape du Tour de Bohême - 6e étape du Tour de Slovaquie - 1987 - 5e étape du Tour des régions italiennes - Course de Banska Bystrica - 3e du Tour de Grande-Bretagne - 1988 - Prague-Karlovy Vary-Prague |

## Autres classements

### AuTour de l'Avenir
- 1982 : 7e
- 1979 : 22e
- 1983 : 28e
- 1986 : 39e
- 1981 : 56e
- 1984 : 61e
- 1976 : abandon

### Au championnat du monde (route amateurs)
- 1983 : 9e